# Carnosaur (roman)
Carnosaur est un roman de science-fiction publié par l'auteur australien John Brosnan en 1984, sous le pseudonyme d'Harry Adam Knight. Il a été adapté au cinéma par Adam Simon en 1993.
Ce roman présente plusieurs similitudes avec le Jurassic Park de Michael Crichton, bien que publié six ans auparavant. Brosnan a d'ailleurs craint que le public ne considère la réédition de son livre chez Gollancz comme un plagiat de Jurassic Park. Il a reconnu qu'il aimait la scène finale du film de Steven Spielberg (dans laquelle des dinosaures se déchaînent dans un musée), car elle est similaire à une scène de Carnosaur.

## Résumé
L'action se situe dans un village rural du Cambridgeshire, en Angleterre.
Un élevage de poulets est attaqué, de nuit, par une mystérieuse créature, qui tue le fermier et sa femme. La rumeur circule que l'animal était un tigre de Sibérie, qui se serait échappé du zoo d'un lord excentrique nommé Darren Penward. Un journaliste, David Pascal, enquête sur les lieux du massacre et s'aperçoit que la chambre dans laquelle s'est produit le drame a été soigneusement nettoyée, comme pour effacer les traces du tueur.
La créature attaque une écurie quelques jours plus tard, tuant un cheval ainsi que le gardien et sa fille, ne laissant pour seul survivant qu'un garçon de huit ans. Lorsque Pascal arrive sur les lieux, les hommes de Penward sont déjà là et emportent un animal caché, qu'ils remorquent avec un hélicoptère. Pascal interroge le garçon, qui lui révèle que le tueur n'était pas un tigre mais un dinosaure. Après avoir tenté en vain d'interviewer les hommes de Penward, le journaliste entame une relation sexuelle avec la femme nymphomane et alcoolique de ce dernier ; celle-ci finit par l'emmener dans ses quartiers privés.
De là, Pascal entre dans le zoo, et découvre qu'il est peuplé de dinosaures. Il est alors capturé, et ses geôliers lui font faire le tour de l'établissement. Il y voit différentes espèces de sauriens préhistoriques, principalement carnivores, y compris celui qui s'était échappé et qui s'avère être un Deinonychus, ainsi qu'un Megalosaurus sexuellement frustré et un jeune Tarbosaurus.
Penward explique qu'il a cloné les dinosaures en étudiant les fragments d'ADN trouvés dans les fossiles, puis en les utilisant comme base pour la restructuration d'ADN de poulet. Il va jusqu'à dire qu'il a l'intention de lâcher ses dinosaures dans différentes régions du monde afin qu'ils puissent se reproduire, et éventuellement se répandre après la Troisième Guerre mondiale, qu'il considère comme inévitable.
Pascal est enfermé, avant d'être secouru par lady Penward. Celle-ci le libère en lui faisant promettre qu'il va s'engager avec elle à titre permanent. Pascal apprend au moment de leur évasion que son ex-petite amie Jenny, elle-même journaliste, a été prise sur le fait alors qu'elle tentait d'infiltrer le zoo. Il insiste alors pour l'aider. Furieuse, lady Penward libère les dinosaures et autres animaux du zoo. Lord Penward est grièvement blessé par un taureau, et capture sa femme affolée.
Pascal et Jenny échappent aux autorités, mais ne sont pas crus jusqu'à ce que des témoignages commencent à rapporter des morts mystérieuses. Un bateau de plaisance est attaqué par un Plésiosaure, un Dilophosaurus tue un membre du parlement, le Megalosaurus se fait renverser par un camion, un Altispinax attaque un troupeau de vaches avant de tuer le fermier qui tentait de l'arrêter, un Scolosaurus affronte un char d'assaut et le Tarbosaurus détruit un bar avant de pénétrer dans un centre commercial. L'armée britannique est appelée à la rescousse et de nombreux dinosaures sont rapidement tués.
Le lendemain, Pascal va voir Jenny à son domicile. Il la découvre gravement blessée, et le reste de sa famille tué, par le Deinonychus que Pascal tue avec une fourche. Pendant ce temps, lord Penward, mourant, emprisonne sa femme dans une ferme, où elle est dévorée par deux bébés Tyrannosaurus.
À la fin de l'histoire, en plus des deux bébés Tyrannosaurus, il ne reste plus qu'un jeune Brachiosaurus qui est exhibé dans un autre zoo.

## Contexte
Brosnan a raconté qu'il a songé à écrire un roman sur les dinosaures en 1983, lorsqu'un de ses amis, journaliste cinématographique qui revenait d'Hollywood, lui a dit que les films de dinosaures constitueraient le prochain filon. Il a envoyé son manuscrit aux éditions Star Books, qui l'ont publié en 1984.
Brosnan a été déçu de constater que la « mode » des films de dinosaures à laquelle il s'attendait n'a finalement jamais vu le jour. De plus, son roman est quasiment passé inaperçu au Royaume-Uni. Il a cependant été encouragé en 1987, lorsque Lisa Tuttle lui a révélé qu'il avait plusieurs fans à Austin, au Texas. Le livre a ensuite été publié aux États-Unis par Bart Books en 1989, mais sans grand succès.
Bien que Brosnan ait dit et répété qu'il n'aimait pas l'adaptation cinématographique de son roman par Adam Simon, ce film a le mérite d'avoir fait connaître l'ouvrage.

## Espèces apparaissant dans le roman
- Deinonychus
- Megalosaurus
- Tarbosaurus
- Dilophosaurus
- Tyrannosaurus
- Altispinax
- Brachiosaurus
- Scolosaurus
- Plesiosaurus